# 센트럴런던

센트럴런던의 지도 (오픈스트리트맵).

센트럴런던 (Central London)은 영국 잉글랜드의 수도 런던의 중심부를 가리키는 말이다. 이 지역이 공식적으로 구분되어 있는 것은 아니나, 높은 건물 밀집도, 높은 땅값, 주간 상주인구 증가, 그리고 지역적, 국내적, 국제적으로 중요한 기관과 시설들이 집중 분포해 있다는 점 등의 특징을 보이는 지역이다. 지난 세월 동안 통계상에서, 도시 계획상에서, 그리고 지방정부에 의해서 센트럴런던의 경계에 수많은 정의가 내려져 왔다.
전국의 도로 길이를 재는 데 기준점이 되는 런던의 도로원표는 전통적으로 차링 크로스 (시티오브웨스트민스터 내 위치)의 중앙점을 원점으로 삼고 있다. 이 지점은 스트랜드와 화이트홀, 트라팔가 광장 바로 남쪽의 코크스퍼 가, 이 세 곳이 서로 만나는 교차로에 있으며, 찰스 1세 동상이 세워져 있다.

## 같이 보기
- 이너런던
- 아우터런던